# Витина (Љубушки)
Витина је насељено мјесто у Босни и Херцеговини у Граду Љубушки које административно припада Федерацији Босне и Херцеговине. Према попису становништва из 1991. у насељу је живјело 2.154 становника.

## Географија
Налази се поред Љубушког, на ријеци Требижат. Смјештена на ивици поља, уз извор врела Вриоштице. У близини су два водопада Коћуша и Кравица. Привлачна је многим посјетитељима и пролазницима за Међугорје.
Жупа Витина обухвата и мјеста Оток, Грабовник и Пробој, а посвећена је Светом Пашкалу Бајлонском. Истоимена црква грађена је од 1910. до 1914. године под водством тадашњег жупника фра Паве Шимовића.
Витина је мјесто рођења неких књижевника: Зијо Диздаревић и Влатко Мајић, а такође је повезница с писцима: Никола Кордић, Луцијан Кордић, Миле Лубурић и Иван Вукоја.
У уређеном парку уз врело, у средишту мјеста, налази се споменик хрватском побуњенику, рођеном у Витини, Лудвигу Павловићу.
Недавно је приликом радова при искапању и постављању водовода пронађено тридесетак примјерака човјечје рибице од којих су неки били већи од 30 центиметара што их сврстава међу највеће икад пронађене.

## Становништво
| Националност       | 1991.          | 1981.          | 1971.          |
| Хрвати             | 2.021 (93,82%) | 1.924 (91,27%) | 1.932 (90,83%) |
| Муслимани          | 91 (4,22%)     | 145 (6,87%)    | 173 (8,13%)    |
| Срби               | 1 (0,04%)      | 12 (0,56%)     | 17 (0,79%)     |
| Југословени        | 22 (1,02%)     | 25 (1,18%)     | 1 (0,04%)      |
| остали и непознато | 19 (0,88%)     | 2 (0,09%)      | 4 (0,18%)      |
| Укупно             | 2.154          | 2.108          | 2.127          |